# Jerzy Mianowski
Jerzy Mianowski (ur. 11 sierpnia 1949 w Wągrowcu, zm. 3 kwietnia 2019 tamże) – dziennikarz, działacz społeczny, nauczyciel, fotograf, podróżnik. Uchodził za jednego z najbardziej znanych dziennikarzy w Wielkopolsce, założyciel, dziennikarz i redaktor naczelny "Głosu Wągrowieckiego".

## Życiorys i praca dziennikarska
Ukończył Liceum Pedagogiczne w Wągrowcu, później także geografię oraz Podyplomowe Studium Dziennikarstwa na UAM w Poznaniu. W latach 70. pisał na łamach tygodnika ZHP "Motywy". Współpracował między innymi z Gazetą Poznańską i Tygodnikiem Pilskim. Brał udział w seminariach i warsztatach dziennikarskich. Staże odbywał między innymi w Wigan (Anglia), Hobro (Dania), Brukseli i Strasburgu. Przez pewien czas kierował kwartalnikiem "Gazeta Wągrowiecka". Od 1971 r. był członkiem PZPR. Akta Wojewódzkiego Urzędu Spraw Wewnętrznych w Pile wskazują na fakt, iż przynajmniej w 1977 r. był członkiem Ochotniczej Rezerwy Milicji Obywatelskiej. Dla jego kariery w PZPR przełomowy okazał się rok stanu wojennego. Najpierw 20.06.1981 r. został członkiem KW PZPR w Pile, natomiast 1.07.1981 r. został sekretarzem w Komitecie Miejskim PZPR w Wągrowcu. W 1983 r. ukończył studia podyplomowe na Wyższej Szkole Nauk Społecznych przy KC PZPR w Warszawie. Do 31.08.1985 r. pełnił funkcję instruktora ROPP PZPR w Wągrowcu.
W 1990 założył Głos Wągrowiecki, którego przez 29 lat był redaktorem naczelnym i w którym pełnił rolę dziennikarza, budując jednocześnie zespół. W składzie pierwszej redakcji znaleźli się między innymi: Władysław Purczyński, Jolanta Nowak-Węklarowa, Leokadia Grajkowska, Krystyna Karpińska, Jacek Marcinkowski, Andrzej Słoma. Nowak-Węklarowa, Purczyński, Słoma i Mianowski byli członkami spółki cywilnej, do której od 1991 roku należał Głos Wągrowiecki. Gazeta zainicjowała plebiscyt "Wągrowczanin Roku" oraz wiele innych społecznych i lokalnych inicjatyw, ukazywała się regularnie przez prawie 30 lat – do 4 grudnia 2019 roku. Pismo obejmowało swym zasięgiem powiat wągrowiecki, w tym gminy: Wągrowiec miasto, Wągrowiec gmina, miasto i gmina Gołańcz, miasto i gmina Skoki, gminy: Damasławek, Wapno, Mieścisko, Kcynia, Rogoźno, Janowiec Wielkopolski, Margonin, Budzyń. Nakład Głosu Wągrowieckiego wynosił między 4 a 7 tysięcy egzemplarzy (co dawało tygodnikowi pierwsze miejsce w zestawieniach sprzedaży w regionie). W momencie powstania gazeta była pierwszym niezależnym tytułem lokalnym. Głos był wielokrotnie nagradzany, między innymi przez: Instytut Na Rzecz Demokracji w Europie Wschodniej IDEE, Stowarzyszenie Prasy Lokalnej, Stowarzyszenie Dziennikarzy RP. Tytuł uhonorowano także Odznaką Honorową za zasługi dla województwa wielkopolskiego. Pismo otrzymało również Nagrodę Pro Publico Bono "Samorządność dla solidarności" im. Bolesława Wierzbiańskiego w 2009 roku dla najlepszej gazety lokalnej w Polsce.
Jerzy Mianowski działał w Stowarzyszeniu Prasy Lokalnej (SPL w Poznaniu), będąc najpierw wiceprezesem, a w 2007 r. wybrano go prezesem SPL - funkcję tę pełnił aż do śmierci. W tym samym roku siedziba stowarzyszenia została przeniesiona do Wągrowca. W 2013 r. SPL wdało się w konflikt ze Stowarzyszeniem Dziennikarzy Polskich. SPL odrzuciło propozycję SDP przystąpienia do projektu "Wzmocnienie mediów lokalnych i obywatelskich". Jerzy Mianowski działał również w Stowarzyszeniu Gazet Lokalnych. Jako członek Stowarzyszenia Dziennikarzy RP - współtworzył Stowarzyszenie "Konferencja Mediów Polskich". Był jednym z założycieli Wągrowieckiego Stowarzyszenia Społeczno-Kulturalnego im. Stanisława Przybyszewskiego. Współorganizował konferencje naukowe dotyczące mediów regionalnych. Od 1972 roku był komendantem hufca Wągrowiec (ZHP). Działał także w Zjednoczeniu Kurkowych Bractw Strzeleckich RP, udzielał się w Kręgu Seniora "Damy Radę" ZHP.
Był prezesem zarządu Wągrowieckiej Oficyny Wydawniczej (założona w 2001 roku), dyrektorem Specjalnego Ośrodka Szkolno-Wychowawczego w Wągrowcu, a także członkiem Wągrowieckiego Zrzeszenia Handlu i Usług. 
Pasją Jerzego Mianowskiego była fotografia, jako juror Wielkopolska Press Photo współpracował między innymi z Chrisem Niedenthalem, Tadeuszem Rolke, Mariuszem Foreckim, Łukaszem Trzcińskim. Był autorem wielu indywidualnych wystaw fotograficznych (Poznań, Gniezno, Leszno, Szamotuły, Grodzisk, Wągrowiec), wydał album "Powiat wągrowiecki". 
Zmarł po ciężkiej chorobie 3 kwietnia 2019 roku, został pochowany w Wągrowcu na cmentarzu starofarnym, kilka dni po benefisie 30-lecia pracy dziennikarskiej.

## Nagrody i wyróżnienia
- Nagroda Marszałka Województwa Wielkopolskiego
- Nagroda Stowarzyszenia Prasy Lokalnej
- Wielkopolska Press Photo (III nagroda, 2000 rok)[23]
- Nagroda Kulturalna Towarzystwa Przyjaciół Ziemi Pałuckiej (członek honorowy tego Towarzystwa)[24]
- Honorowa Nagroda Miasta Wągrowca (2009)[25]
- nominacja do Nagrody im. Bolesława Prusa

Za działalność w Zjednoczeniu Kurkowych Bractw Strzeleckich RP otrzymał: Krzyż Rycerski (2000), Krzyż Oficerski (2007), Krzyż Komandorski (2011), Krzyż Komandorski z Mieczami (2016).